# Im Körper des Freundes
Im Körper des Freundes (Originaltitel: The Prisoner of Benda) ist eine Episode der US-amerikanischen Science-Fiction-Zeichentrickserie Futurama. Ihre Erstausstrahlung war am 19. August 2010 beim US-Sender Comedy Central; die deutsche Synchronfassung wurde am 31. Dezember 2011 bei ProSieben veröffentlicht. Das Werk wurde mit einem WGA Award ausgezeichnet.

## Handlung
Mithilfe einer neuen Erfindung von Professor Farnsworth transferieren Amy und der Professor in den Körper des jeweils anderen – der Professor, um wieder jung zu sein, und Amy, um reuelos viel essen zu können. Später finden sie heraus, dass der geplante direkte Rücktransfer nicht möglich ist, denn die Apparatur funktioniert für jede Paarung von Körpern nur einmal.
Derweil plant Bender einen Einbruch beim robo-ungarischen Kaiser Nikolai. Um unerkannt dessen Krone stehlen zu können, tauscht er seinen Körper mit dem Professor gegen Amys Körper ein. Amy tauscht ihrerseits den Körper des Professors mit Leela. Auf diese Weise möchte Leela herausfinden, ob ihr Verehrer Fry sie nur wegen ihres Körpers liebt. Um Leelas Argument zu entkräften, will Fry ebenfalls in einen abstoßenden Körper schlüpfen und tauscht seinen eigenen mit Dr. Zoidberg. Bei einem Abendessen in einem edlen Restaurant stellen sie einander – sehr zum Leidwesen der übrigen Gäste – die widerlichen Eigenschaften ihrer neuen Körper zur Schau, um den anderen dazu zu bringen, einzugestehen, dass es ihm aufs Körperliche ankommt. Unter den Anwesenden ist auch Amy, die zwischenzeitlich Leelas Körper durch maßloses Essen hat fett werden lassen und ihn schließlich gegen den von Hermes getauscht hat. Angeekelt von den Körpern des Professors und Zoidbergs vergeht ihr der Appetit.
Bender, der beim Einbruch gestellt wurde, hat Nikolai mittlerweile überredet, seinen Körper mit ihm zu tauschen, damit Nikolai für einen Tag das Leben eines einfach-ärmlichen Roboters erleben kann. Bender tauscht zunächst Amys Körper gegen den eines Roboter-Putzeimers, dann den des Eimers gegen den Nikolais. In Gestalt des Adligen genießt Bender dessen Reichtümer, als Nikolais Lebensgefährtin und sein Erster Offizier ihm offenbaren, dass sie eine Affäre miteinander haben, Nikolai töten und die Tat dem Einbrecher anhängen wollen, um an Nikolais Thron zu kommen.
Der Professor ist in der Zwischenzeit in Benders Robotergestalt einem Roboterzirkus beigetreten, um sein Leben mit gefährlichen Stunts zu verbringen. Dort lernt er eine alte Roboterkanone kennen, die ihm die Vorzüge des eigenen, wenn auch alten Körpers wieder vermittelt. Im Fernsehen sehen sie Bender in Nikolais Körper auf der Flucht vor dem Ersten Offizier. Der Professor lässt sich von der Roboterkanone dorthin schießen und rettet Bender, indem er den Angreifer im Duell tötet.
Schließlich weisen zwei Globetrotter, Ethan „Bubblegum“ Tate und „Sweet“ Clyde Dixon, mathematisch nach, dass mithilfe von nur zwei zusätzlichen Körpern jeder wieder in seinen eigenen Körper rücktransferiert werden kann. Sie erreichen dies unter Zuhilfenahme ihrer eigenen Körper.

## Produktion
Im Körper des Freundes wurde hergestellt als zehnte Folge der sechsten Produktionsstaffel von Futurama, die als siebte Staffel ausgestrahlt wurde (vgl. hierzu Erstausstrahlung von Futurama). Es ist damit die insgesamt 98. Episode der Serie. Die Sprecher der Hauptfiguren der Serie übernahmen einige Nebenrollen. So sprach Billy West neben Fry, Prof. Farnsworth und Dr. Zoidberg unter anderem Richard Nixon; Tress MacNeille fungierte als Linda, Prinzessin Flavia, Roboter-Putzeimer und Big Bertha; Maurice LaMarche sprach Morbo und diverse kleinere Rollen; Phil LaMarr lieh nicht nur Hermes Conrad, sondern auch Ethan „Bubblegum“ Tate seine Stimme; und David Herman sprach neben Scruffy die Rollen von Nikolai und Sweet Clyde.
Regie führte Stephen Sandoval, das Drehbuch stammt von Ken Keeler. Das mathematische Theorem, wonach aus jeder Situation ein Rücktausch aller Körper zu ihren ursprünglichen Eigentümern unter Zuhilfenahme zweier weiterer Körper möglich ist, wurde von Keeler, der einen Ph.D. in Mathematik hat, extra für diese Episode entwickelt und bewiesen.

## Auszeichnungen

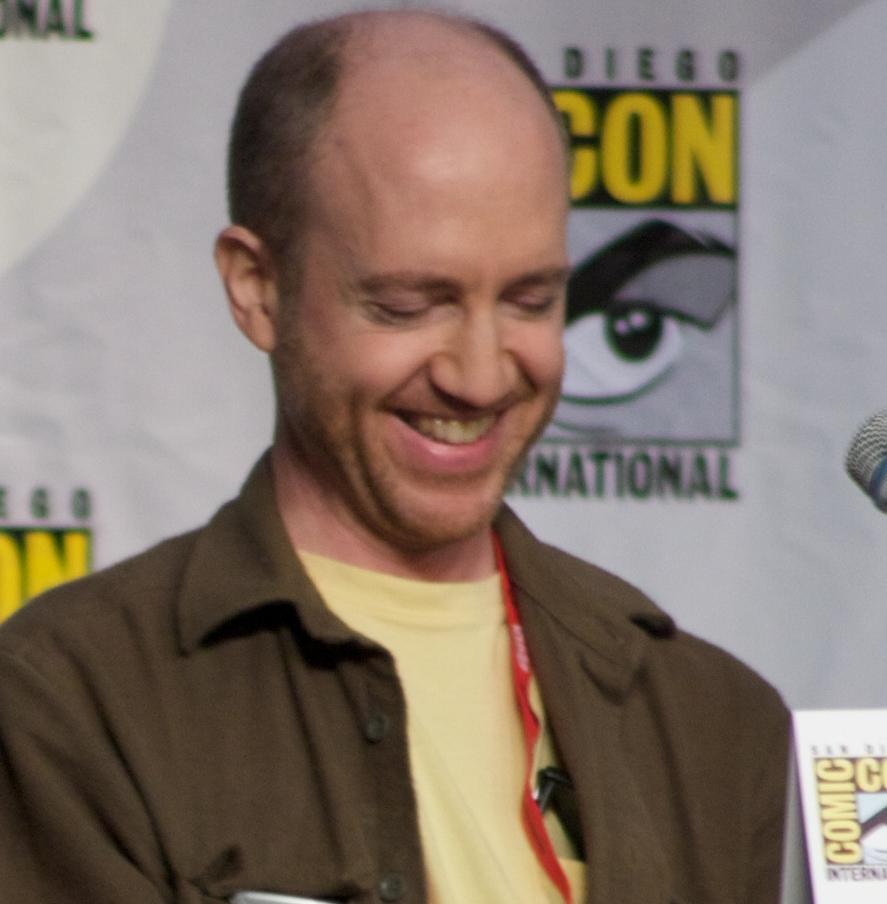
Drehbuchautor Ken Keeler wurde für diese Episode mit einem WGA Award ausgezeichnet.

Für das Drehbuch zu Im Körper des Freundes wurde Autor Ken Keeler 2011 von der Writers Guild of America mit einem WGA Award in der Kategorie Animation geehrt. Keeler setzte sich damit gegen seinen Kollegen Patric M. Verrone durch, der in derselben Kategorie für das Drehbuch zur Futurama-Episode Velrrrückt nach Ndndir ebenfalls nominiert war.